# 941
941(구백사십이)은 940보다 크고 942보다 작은 자연수다.

## 수학
- 160번째 소수(素數)다. 앞의 소수는 937, 다음 소수는 947이다.
- 피타고라스 삼조의 빗변의 길이이다. ({\displaystyle 580^{2}+741^{2}=941^{2}})[a]
- {\displaystyle 941=311+313+317}
  - 연속하는 세 소수(素數)의 합으로 나타낼 수 있으며, 이 성질을 지닌 앞의 수는 931, 다음 수는 961이다.
- {\displaystyle 941=179+181+191+193+197}
  - 연속하는 소수(素數) 5개의 합으로 나타낼 수 있으며, 이 성질을 지닌 앞의 수는 917, 다음 수는 961이다.
- {\displaystyle 941=10^{2}+29^{2}}
- {\displaystyle 97^{4}-1}은 941로 나누어떨어진다.

## 과학
- NGC 941(영어판): 고래자리 방향에 있는 중간나선은하.

## 군사
- 프로젝트 941 아쿨라형 잠수함: 소련의 군용 잠수함.

## 문화유산
- 대한민국의 보물 제941-1호: 선조어서사 송언신 밀찰첩
- 대한민국의 보물 제941-2호: 송언신 초상

## 기타
- 연도: 941년, 기원전 941년